# Jean-Louis Olivier Mossel
Pour les articles homonymes, voir Mossel.
Jean Louis Oliver Mossel, né le 2 avril 1770 à Lagrasse (Aude), mort le 25 novembre 1848 à Valence (Drôme), est un général français de la Révolution et de l’Empire.

## État des services
Il entre en service le 1er mars 1792, comme élève à l’École de l'artillerie, il passe le 1er septembre suivant, en qualité de lieutenant dans la 4e compagnie du 5e régiment d’artillerie à cheval, et il sert à l’armée des Vosges en 1792. Il est blessé d’un coup de sabre à la tête en juillet 1793, lors d’une affaire d’avant-garde, et il est foulé aux pieds par un corps de cuirassiers autrichiens, ce qui lui occasionne une fracture au bras droit.
Il est nommé capitaine de 2e classe le 1er août 1793, et capitaine commandant le 1er novembre suivant. De l’an II à l’an V, il fait la guerre aux armées de Rhin-et-Moselle, de Mayence, et du Rhin. Il reçoit deux coups de sabre au passage du Rhin le 24 juin 1796. Le 1er septembre 1796 il se couvre de gloire à la bataille qui a lieu près d’Ingolstadt, et reçoit à ce sujet le 23 septembre une lettre de félicitations du Directoire. Le 23 avril 1797, il obtient le brevet de chef d’escadron dans le 2e régiment d’artillerie à cheval, et le 22 septembre 1797 il est grièvement blessé au pied droit dans un mouvement de troupe aux environs de Trèves. 
De l’an VII à l’an IX, il sert à l’armée d’Italie. Il est blessé d’une balle dans l’épaule droite le 26 mars 1799 à la bataille de Vérone, et il est nommé colonel commandant le 2e régiment d’artillerie à cheval le 5 mai 1799. De juin à octobre 1799, il défend vaillamment les remparts de la ville de Fenestrelle, où sommé deux fois de se rendre par le général autrichien Lusignan et par le général russe Bagration, il reste inébranlable. Le 12 août 1799, lors d’une sortie, il repousse l’ennemi jusque sur les frontières d’Italie, et ramène plusieurs prisonniers. Cette belle défense lui mérite de la part de ses supérieurs les éloges les plus flatteurs. Il est affecté à l'armée de réserve sous les ordres de Marmont en mai 1800, et il participe à la bataille de Marengo le 14 juin 1800. Il fait prisonniers, avec 60 de ses soldats, 250 hussards autrichiens. À la fin de la campagne de l’an IX, il est désigné pour faire partie des commissaires chargés d’assurer l’exécution des articles de la convention d'Alexandrie, conclue entre les généraux en chef de l’armée française et de l'armée autrichienne en Italie.
En l’an XII, il passe à l’armée des côtes de l’Océan, commandée par le maréchal Soult, et il fait partie du camp de Saint-Omer jusqu’au départ des troupes pour la Grande Armée d’Allemagne. C’est là qu’il est fait chevalier de la Légion d’honneur le 11 décembre 1803, et officier de l’ordre le 14 juin 1804. 
Il fait avec distinction les campagnes d’Autriche en 1805. Il est promu général de brigade le 20 septembre 1805, et il est élevé au grade de commandeur de la Légion d’honneur le 25 décembre 1805. Commandant de l'école d'artillerie de Toulouse, puis l'artillerie de la réserve de cavalerie sous les ordres du prince Murat, il participe dans l'armée du royaume de Naples au siège de Gaète du 26 février au 18 juillet 1806. Il devient commandant de l'artillerie sous Masséna au corps d'observation de Calabre. Commandant l'artillerie du 1er corps de la Grande Armée sous Bernadotte, puis du 8e corps sous Mortier, puis à nouveau sous Bernadotte de 1806 à 1808, il participe aux campagnes de Prusse et de Pologne, et il est promu au grade de général de division le 15 juin 1807. Il est créé baron de l’Empire le 26 octobre 1808, et il prend une part active et brillante dans la bataille de Wagram des 5 et 6 juillet 1809 comme commandant l'artillerie du 9e corps. Commandant l'artillerie du 8e corps, il doit partir en Espagne. Par une lettre de récriminations peu convenable adressée au ministre de la Guerre, il s'y refuse. De ce fait, il est mis en non activité, puis admis à la retraite le 24 janvier 1811.
Pendant les Cent-Jours le 20 avril 1815, il est remis en activité comme commandant de l’artillerie du corps d’observation à Lyon. Il retourne dans sa position de retraite le 1er août 1815.
Il meurt le 25 novembre 1848, à Valence (Drôme).

## Dotation
- Le 17 mars 1808, donataire d’une rente de 10 000 francs sur les biens réservés en Westphalie.

## Armoiries
| Figure | Nom du baron et blasonnement |
| ------ | --- |
|        | Armes du baron Jean-Louis Olivier Mossel et de l'Empire, décret du 19 mars 1808, lettres patentes du 26 octobre 1808, commandeur de la Légion d'honneur Écartelé; le premier d'or à l'olivier arraché de sinople; le deuxième des barons militaires; le troisième d'argent au chevron de gueules; le quatrième d'or à la bombe de sable allumée de gueules - Livrées : les couleurs de l'écu, le verd dans les bordures seulement. |

## Sources
- (en) « Generals Who Served in the French Army during the Period 1789 - 1814: Eberle to Exelmans »
- Thierry Pouliquen, « Les généraux français et étrangers ayant servis [sic] dans la Grande Armée » (consulté le 31 juillet 2014)
- « La noblesse d’Empire » (consulté le 31 juillet 2014)
- « Cote LH/1945/45 », base Léonore, ministère français de la Culture
- A. Lievyns, Jean Maurice Verdot, Pierre Bégat, Fastes de la Légion-d'honneur, biographie de tous les décorés accompagnée de l'histoire législative et réglementaire de l'ordre, Bureau de l’administration, janvier 1844, 529 p. (lire en ligne), p. 384.
- Vicomte Révérend, Armorial du Premier Empire, tome 3, Honoré Champion, libraire, Paris, 1897, p. 292.